# François Bellot
Pour les articles homonymes, voir Bellot.
François J.Gh.[réf. nécessaire] Bellot, né le 8 février 1954 à Jemelle, est un homme politique belge wallon, membre du MR. Il est ministre fédéral de la Mobilité, chargé de Skeyes et de la Société nationale des chemins de fer belges du 18 avril 2016 au 1er octobre 2020 date à laquelle il devient député à la Région wallonne,,.

## Biographie

### Vie familiale
François Bellot est le fils de Joseph Bellot, négociant en produits agricoles installé à Jemelle, et de Germaine Ridelle, qui est à la tête de l'entreprise familiale avec son mari. La famille Bellot est installée dans la région depuis au moins 1612 selon les registres officiels. François a une sœur aînée (1949) décédée en 2012. Il est père de trois enfants, tous trois ingénieurs.

### Études et formation
De la 6e à la terminale, il effectue sa scolarité à l'Institut Jean XXIII à Rochefort en complétant sa formation en mathématique en vue de se préparer à l'examen d'entrée aux études d’ingénieur civil sans faire d'année préparatoire en mathématique. Inscrit à l'université de Liège, François Bellot est diplômé ingénieur civil en 1977. Tout en travaillant, il décroche le diplôme d'ingénieur en gestion des entreprises de l'Université catholique de Louvain, et ensuite de licencié en sciences politiques (UCL). Après son admission à l’École nationale d’administration de Paris en 1986, il est diplômé de l'ENA en 1988. Pendant sa formation à l'ENA, il effectue un stage à la direction d'études, de programmation et de déploiement du TGV à la SNCF ainsi qu'à la préfecture de région de la Picardie  à Amiens. Sa promotion (Michel de Montaigne) comprenait 70 Français et 34 étrangers de 23 nationalités différentes.

## Carrière
Après son service militaire au sein du bureau d'études pour l'installation de la base militaire de Marche-en-Famenne, il commence sa carrière au sein de la SA SOCOL active dans le secteur de la construction d'ouvrages importants tant immobiliers que de génie civil (ponts, ports, écluses, bâtiments industriels). Ensuite, il intègre une entreprise spécialisée dans la conception et la réalisation de structures en bois lamellé-collé. Lauréat de concours à la SNCB et au Ministère des Travaux Publics, il est admis en octobre 1981 au sein de ce dernier ministère en qualité d'Ingénieur des Ponts et chaussées. Il dirigera plusieurs grands chantiers et se spécialisera dans la surveillance et l'entretien d'ouvrages d'art. Il est désigné Ingénieur principal des ponts et chaussées en 1984. De septembre 1986 à octobre 1988, il suspendra sa carrière pour sa formation à l'ENA. Il réintègre sa fonction dès son retour et est promu successivement chef de service puis est Ingénieur en Chef-Directeur des ponts et chaussées, à l'Administration des transports du SPW chargé notamment de l'instruction des dossiers européens et de la représentation de la RW au sein du Comité des Infrastructures mis en place par  la Commission européenne.
Élu Bourgmestre en octobre 1994, il poursuivra sa carrière technique jusqu'à sa mise en disponibilité pour occuper la fonction de secrétaire politique à la tête du groupe des collaborateurs du PRL au sein du Parlement wallon.
Cette mission a pris fin lors de sa désignation comme député permanent chargé des finances et du patrimoine au sein de la Province de Namur.
Il est aussi président de l'ASBL Pays de Famenne, communauté de 6 villes et communes dont le dynamisme et la vision sont régulièrement soulignés par les spécialistes[réf. nécessaire]. C'est à l'initiative de cette association que le réseau cyclable à points nœuds a été mis en place progressivement en Région Wallonne.
Administrateur indépendant au sein d'entreprises dans des secteurs de pointe .

## Fonctions politiques
- Ville de Rochefort
  - Conseiller de CPAS (1982-1988)
  - Conseiller communal 1989-1994.
  - Bourgmestre de Rochefort de 1995 à 1998 et de 2001[6] à 2018.
- Province de Namur
  - Conseiller provincial 1995-1997.
  - Député permanent (Finances) (1998 à 2000).
- Député fédéral (19 décembre 2000 - juin 2010)
  - Membre de la Commission des infrastructures et des entreprises publiques (2000 à 2010) (Proximus, Bpost, SNCB, Infrabel...)
  - Président de la Commission des infrastructures et des entreprises publiques (2007 à 2010)
  - Président de la Commission spéciale Sécurité du rail, après l'accident de Buizingen (2009)
  - Rapporteur de la Commission spéciale Crise financière mise en place après la crise de 2008
  - Membre de la Commission de suivi des opérations militaires à l'étranger
  - Commissaire et rapporteur de la Commission d'enquête sur la faillite de la Sabena
- Sénateur depuis le 13 juin 2010 jusqu'en 2014
  - Président du Groupe MR du Sénat 2010-2012
- Député wallon et de la Communauté française de 2014 à 2016
  - Président de la Commission de l'agriculture, du tourisme et des infrastructures sportives
  - Membre de la Commission de l'enseignement supérieur et des médias
- Président de la Commission "Ruralité" de l'Union des villes et communes
- Ministre fédéral de la Mobilité et des Transports, nommé le 17 avril 2016 à la suite de la démission de Jacqueline Galant, au sein du Gouvernement Michel[7].
- Député wallon et de la Communauté française de 2019-2024
- Premier Vice-Président du parlement de la fédération Wallonie-Bruxelles 2021-2024
- Depuis décembre 2024,  chef du groupe MR du Conseil Provincial de la Province de Namur.

## Décorations
- Grand officier de l'ordre de Léopold (2019)[8]. Commandeur (2010).
- Officier de l'ordre de la Couronne (2001)[9]
- Commandeur de l'ordre de Léopold II (2004).
- Médaille civique 1re classe (2008)[10].